# 双凫铺镇
双凫铺镇是中国湖南省宁乡市下辖镇。地理上位于宁乡市正中部。地缘上，双凫铺镇北与喻家坳乡接壤，东与大成桥镇、资福乡毗邻，南接灰汤镇，西连老粮仓镇与横市镇。辖域面积89.5平方公里，人口3.8万人（2000年人口普查36,374人）。

## 历史
由原双凫铺乡和麦田乡于1995年合并设立。

## 区划
截止2016年，下辖7个村1社区，分别为双凫铺社区，泉井村、迴龙山村、麦田村、余新村、合轩村、粟江村和双明村。

## 地理
沩水河，湘江的支流，流经双凫铺镇。
金洞水库是当地的一座水库。

## 经济
双凫铺镇有洁美、陆戈、富强等鞋子企业和工厂。

## 教育
- 小学：双凫铺镇完全小学、双桂希望小学
- 初中：双凫铺镇中学、麦田九年制学校
- 高中：宁乡五中

## 交通
省道S209东西方穿过双凫铺镇。
省道S224往东北到达煤炭坝镇。
县道X091东西方经过双凫铺镇。
县道X097往南方到灰汤镇，中途经过回龙山白云寺。

## 旅游景点
白云寺是宁乡市知名佛寺，坐落在回龙山。